# Gæst Vincent
Gæst Vincent (født 26. maj 1975) er en dansk keyboardspiller, der blandt andet har spillet sammen med Allan Olsen.